# Награды Мали
Наградная система Республики Мали начала складываться вскоре после обретения страной государственной независимости в 1960 году. Образцом и примером, как и во многих других бывших французских колониях, послужила наградная система Франции.

## История
31 мая 1963 года были учреждены первые награды Мали: Золотая медаль Независимости, предназначавшаяся для активных борцов за независимость Мали и других африканских государств, Серебряная звезда Национальных заслуг, для поощрения достижений в различных сферах деятельности, и Национальный орден Мали в 5 степенях, для вознаграждения за долгую и усердную службу на благо нации. Образцом для последнего стал орден Почётного легиона, орденский знак которого лёг в основу знака Национального ордена Мали.
Через несколько лет появилась потребность в особой награде для поощрения тружеников сельского хозяйства, составляющих большинство населения страны. 31 августа 1973 года был учреждён Орден Сельскохозяйственных наук 3-х степеней, прототипом для которого послужил одноимённый французский орден.
Поскольку уже существующие награды являлись общегражданскими, появилась потребность в сугубо военных наградах. 25 сентября 1974 года были учреждены: медаль Военных заслуг, крест Воинской доблести, медали за ранения, за спасение погибавших и за участие в военных кампаниях.
10 июля 1997 года был учреждён орден Заслуг в здравоохранении 3-х степеней, для вознаграждения лиц, отличившихся долговременным самоотверженным трудом в защите и сохранении здоровья населения страны и в социальной сфере. В основу оформления знака этого ордена был положен знак существовавшего до 1963 года французского ордена Заслуг перед ветеранами.
22 октября 2014 года Совет министров Мали учредил орден Спортивных заслуг в 3-х степенях, однако просуществовал он недолго и был отменён. 13 марта 2017 года для вознаграждения за деятельность в спортивной сфере была учреждена медаль Спортивных заслуг.
1 февраля 1991 года была учреждена Великая канцелярия национальных орденов (фр. Grande Chancellerie des Ordres Nationaux), на которую возложена административная и хозяйственная деятельность в сфере государственных наград, изготовление и выдача наградных патентов и знаков, ведение наградного документооборота, проведение церемоний, контроль за соблюдением награждёнными положений статутов малийских наград. Великий канцлер представляет предварительные списки награждаемых лиц на утверждение действующему президенту страны, являющемуся Великим магистром национальных орденов.

## Награды Мали
| Лента | Награда                                                                      | Дата учреждения                  |
| ----- | ---------------------------------------------------------------------------- | -------------------------------- |
|       | Золотая медаль Независимости фр. Médaille d’or de l’Indépendance             | 31 мая 1963 года                 |
|       | Национальный орден Мали фр. Ordre national du Mali                           | 31 мая 1963 года                 |
|       | Серебряная звезда Национальных заслуг фр. Étoile d’argent du mérite national | 31 мая 1963 года                 |
|       | Орден Сельскохозяйственных заслуг фр. Ordre du mérité Agricole               | 31 августа 1973 года             |
|       | Крест Воинской доблести фр. Croix de la valeur militaire                     | 25 сентября 1974 года            |
|       | Медаль Военных заслуг фр. Médaille du mérite militaire                       | 25 сентября 1974 года            |
|       | Медаль «За ранение» фр. Médaille des blessés                                 | 25 сентября 1974 года            |
|       | Медаль «За спасение» фр. Médaille du sauvetage                               | 25 сентября 1974 года            |
|       | Памятная медаль «За кампанию» фр. Médaille commémorative de la campagne      | 25 сентября 1974 года            |
|       | Орден Заслуг в здравоохранении фр. Ordre du mérite de la Santé               | 10 июля 1997 года                |
|       | Орден Спортивных заслуг фр. Ordre du mérite Sportif                          | 22 октября 2014 года (упразднён) |
|       | Медаль Спортивных заслуг фр. Médaille du mérite Sportif                      | 13 марта 2017 года               |